# Between the Devil and the Deep Blue Sea (film)
Between the Devil and the Deep Blue Sea è un film del 1995 diretto da Marion Hänsel.
Fu presentato in concorso al Festival di Cannes 1995.